# محاريات قصيرة اليد
محاريات قصيرة اليد (الاسم العلمي: Solemyida)، رتبة محاريات صغيرة من الرخويات ذوات الصدفتين وطويئفة أماميات الخيشوم.